# Dayangqi
Dayangqi (kinesiska: 大扬气, 大扬气镇) är en köping i Kina.   Den ligger i provinsen Inre Mongoliet, i den nordöstra delen av landet, 1 400 km nordost om huvudstaden Peking.